# Jasper-Haus-Museum
Das Jasper-Haus-Museum (englisch Jasper House Museum, auch Jasper House Heritage Centre, meist nur Jasper-Haus bzw. Jasper House) ist das stadtgeschichtliche Museum der südnamibischen Küstenstadt Oranjemund. Ein Schwerpunkt liegt zudem auf dem dortigen Bergbausektor, insbesondere Diamanten. Das Museum beherbergt seit August 2024 eine Ausstellung der Bom Jesus.
Das Museum befindet sich im Wohnhaus des ersten Bergbauvorstehers und wurde 1989 eingerichtet. Die örtliche Wirtschaftsförderungsgesellschaft OMDis baut das Museum seit Anfang der 2020er Jahre stetig aus. Das Museum umfasst mehr als 4000 Objekte.